# Buffalo Springfield Again
Az 1967-es Buffalo Springfield Again a Buffalo Springfield második nagylemeze.
Szerepel az 1001 lemez, amit hallanod kell, mielőtt meghalsz című könyvben.

## Az album dalai
1. Mr. Soul (Young) – 2:35
  - Az eredeti felvétel 1967. január 9-én, a New York-i Atlantic Studios-ban készült. További felvételekre került sor április 4-én. Ének: Neil Young. Háttérvokál és gitár: Richie Furay, Steve Stills.
2. A Child's Claim to Fame (Furay) – 2:09
  - Felvéve 1967. június 21-én, a Los Angeles-i Columbia Recording Studios-ban. Ének: Richie Furay. Dobro gitár: James Burton.
3. Everydays (Stills) – 2:38
  - Felvéve március 15-én, a Los Angeles-i Gold Star Studios-ban. Ének: Stephen Stills. Basszusgitár: Jim Fielder. (Bruce Palmer nincs jelen.)
4. Expecting to Fly (Young) – 3:39
  - Felvéve 1967. május 6-án, a Los Angeles-i Sunset Sound stúdióban. Ének: Neil Young. Hangszerelte: Jack Nitzsche. (Az együttes többi tagja nincs jelen.)
5. Bluebird (Stills) – 4:28
  - A felvételek április 4-én kezdődtek, a Los Angeles-i Sunset Sound stúdióban. Ének: Stephen Stills. Basszusgitár: Bobby West. Bendzsó: Charlie Chin. (Bruce Palmer nincs jelen.)
6. Hung Upside Down (Stills) – 3:24
  - Felvéve 1967. június 30-án, valamint szeptember 1.–5., a Columbia Recording Studios-ban és a Sunset Sound stúdióban. Ének: Richie Furay (versszakok), Stephen Stills (refrének).
7. Sad Memory (Furay) – 3:00
  - Felvéve 1967. szeptember 5-én, a Los Angeles-i Sunset Sound stúdióban. Ének: Richie Furay. Szólógitár: Neil Young. Akusztikus gitár: Richie Furay. (Stills, Palmer, és Dewey Martin dobos nincs jelen.)
8. Good Time Boy (Furay) – 2:11
  - Felvéve 1967 augusztusában, a Los Angeles-i Sunset Sound stúdióban. Ének: Dewey Martin. Nem tisztázott, hogy Martin dobol-e , vagy valamelyik stúdiózenész.
9. Rock & Roll Woman (Stills/Crosby[uncredited]) – 2:44
  - Felvéve 1967. június 22. és augusztus 8. között, a Los Angeles-i Sunset Sound stúdióban. Ének: Stephen Stills. Háttérvokál: David Crosby (vitatott; de maga is szerző) Gitár: Doug Hastings.
10. Broken Arrow (Young) – 6:13
  - Felvéve 1967. augusztus 25-én, valamint szeptember 5.–18., a  Columbia Recording Studios-ban és a Sunset Sound stúdióban. Ének: Neil Young. Zongora, orgona: Don Randi. Gitár: Chris Sarns.

## Helyezések

### Album
| Év   | Lista                | Helyezés |
| ---- | -------------------- | -------- |
| 1968 | Billboard Pop Albums | 44       |

### Kislemez
| Év   | Kislemez        | Lista                 | Helyezés |
| ---- | --------------- | --------------------- | -------- |
| 1967 | Bluebird (1:59) | Billboard Pop Singles | 58       |

## Közreműködők
- Stephen Stills – orgona, gitár, zongora, ritmusgitár, billentyűk, ének
- Neil Young – gitár, szájharmonika, ének
- Richie Furay – gitár, ritmusgitár, ének
- Dewey Martin – dobok, ének
- Bruce Palmer – basszusgitár

### További zenészek
- Norris Badeaux – baritonszaxofon a Good Time Boy-on
- Hal Blaine – dobok
- Merry Clayton – vokál
- James Burton – dobro gitár, gitár
- Charlie Chin – bendzsó
- David Crosby – háttérvokál a Rock & Roll Woman-en
- Jim Fielder – basszusgitár
- Jim Gordon – dobok
- Doug Hastings – gitár
- Brenda Holloway – ének
- Patrice Holloway – ének
- Jim Horn – klarinét
- Gloria Jones – ének
- Carol Kaye – basszusgitár
- Shirley Matthews – ének
- Harvey Newmark – basszusgitár
- Gracia Nitzsche – ének
- Jack Nitzsche – elektromos zongora
- Don Randi – zongora, csembaló
- Chris Sarns – gitár
- Russ Titelman – gitár
- Bobby West – basszusgitár